# マツダ・Gプラットフォーム
マツダ・Gプラットフォームとは、マツダのミドルクラスの自動車用プラットフォームの名称である。このプラットフォームを用いる車両のVINコードは、先頭がGから始まる。

## GC
GCは、最初のGプラットフォームであり、最初のFFミドルクラスプラットフォームである。2ドアクーペ、4ドアセダン、5ドアハッチバックに対応。フォード・テルスター用はTX5と呼ばれた。テルスターにクーペは設定されていない。製造は日本で行われ、ノックダウン生産などでオーストラリア（テルスターのみ）、ニュージーランド、台湾で組立が行われた。南アフリカでは1993年までこのプラットフォームが製造されていた。
- 1983-1987 マツダ・カペラ
- 1983-1987 Mazda 626
- 1983-1987 フォード・テルスター AR/AS

## GD
GDは、GCプラットフォームを進化させたもので、1987年に登場した。ステーションワゴン用の派生プラットフォームGVが存在する。最初に導入されたのは日本で、後にアメリカのフォードとの合弁会社AAIでも製造された。
- 1987-1996 Mazda 626（セダン・5ドアハッチバック）
- 1987-1992 マツダ・カペラ（セダン）
- 1987-1992 マツダ・カペラC2（クーペ）
- 1987-1992 マツダ・カペラCG（5ドアハッチバック）
- 1988-1992 フォード・プローブ（クーペ）
- 1987-1992 フォード・テルスター AT/AV（セダン）
- 1987-1992 フォード・テルスター AT/AV TX5（ハッチバック）

ニュージーランドでは、フォード・テルスター・オリオンとして、1997年までGDプラットフォームの製造が行われた。

## GV
GVは、GDプラットフォーム派生の、ステーションワゴン版である。GVプラットフォームは1996年まで製造が行われた。
- 1988-1996 マツダ・カペラカーゴ、ワゴン（ステーションワゴン）
- 1990-1995 フォード・テルスターワゴン（ステーションワゴン）

ニュージーランドでは、オークランドのフォードとの合弁工場を閉めた1997年まで、フォード・テルスターのセダンやワゴン、およびMazda 626（マツダ・カペラ）ワゴンの製造が行われていた。

## GE
GEは、GDプラットフォームの後継プラットフォームとして、1991年に登場した。マツダ・カペラの後継となるマツダ・クロノス) より導入された。
- 1991-1995 マツダ・クロノス（セダン）
- 1991-1995 マツダ・アンフィニMS-6（ハッチバック）
- 1991-1995 フォード・テルスター  AX/AY（セダン）
- 1991-1995 フォード・テルスター  AX/AY TX5（ハッチバック）
- 1992-1994 マツダ・クレフ（セダン）
- 1993-1997 マツダ・MX-6（クーペ）
- 1993-1997 フォード・プローブ（クーペ）
- 1993-1997 Mazda 626（セダン）

この時期、フォード・テルスターは段階的にフォード・モンデオに置き換えられ始めた。日本への導入は1994年、オーストラリアへは1995年である。GEプラットフォームを用いたフォード・テルスターとMazda 626は1992年から1997年の間ニュージーランドにて旧バージョンと並行して製造された。南アフリカでは、それまでのGCプラットフォーム版のMazda 626の後継として1993年から1998年まで製造された。GCプラットフォームを用いたフォード・テルスターの後継には、GEプラットフォームのテルスターではなくフォード・シエラが導入された。なお、GEプラットフォームは当時マツダと提携関係にあった韓国・起亜自動車のクレドス（輸出名クラルス）にも用いられた。

## GF
GFは、1997年（平成9年）に登場したプラットフォームである。GEで別プラットフォーム化していたカペラと626が、このモデルから再度共通プラットフォーム化した。このプラットフォームを用いたフォード・テルスターは日本のみの販売で、このプラットフォームを最後に日本でも1999年（平成11年）にフォード・モンデオへの置き換えがなされている。
派生プラットフォームとして、ステーションワゴン用のGWとCUV用のCD2が存在する。
- 1997-2002 マツダ・カペラ（セダン）
- 1998-2002 Mazda 626（セダン）
- 1997-1999 フォード・テルスター（セダン）

## GW
GWは、GFプラットフォーム派生の、ステーションワゴン版である。
- 1997-2001 マツダ・カペラワゴン（ステーションワゴン）
- 1997-1999 フォード・テルスターワゴン（ステーションワゴン）

## GG
GGは、GFの後継プラットフォームとして、2002年に登場した。フォード・モーターの「CD3プラットフォーム」は、このGGプラットフォームをもとにしている。ステーションワゴン用の派生プラットフォームにGYが存在する。
リアのマルチリンク式サスペンションは、マツダのHCプラットフォームで用いられていた「Eマルチリンク」によく似ている。フォードによる設計にも似ているが、マツダの技術者は、これをEマルチリンクへのリバイバルであると説明した。
- 2002-2008 マツダ・アテンザ(海外名：Mazda6)（セダン）
- 2002-2008 マツダ・アテンザスポーツ(海外名：Mazda6)（ハッチバック）

## GY
GYは、GGプラットフォーム派生の、ステーションワゴン版である。
- 2002-2008 マツダ・アテンザスポーツワゴン(海外名：Mazda6ワゴン)（ステーションワゴン）

## GH
GHは、GGおよびGYプラットフォームを改良したもので、2008年に登場した。
- 2008- マツダ・アテンザ(海外名：Mazda6)（セダン）
- 2008- マツダ・アテンザスポーツ(海外名：Mazda6)（ハッチバック）
- 2008- マツダ・アテンザスポーツワゴン(海外名：Mazda6ワゴン)（ステーションワゴン）

## GJ
SKYACTIV TECHNOLOGYの一環として、2012年11月に登場した。
- 2012- マツダ・アテンザ（海外名：Mazda6）
  - 2019- マツダ・MAZDA6
- 2012- マツダ・アテンザワゴン（海外名：Mazda6ワゴン）
  - 2019- マツダ・MAZDA6ワゴン